# François-Auguste Gevaert
François-Auguste Gevaert (31 de julho de 1828 em Huise, Zingem - 24 de dezembro de 1908 em Bruxelas) foi um musicólogo e compositor belga.

## Vida
Seu pai era padeiro e ele pretendia exercer a mesma profissão, mas os melhores conselhos prevaleceram e ele foi autorizado a estudar música. Ele foi enviado em 1841 para o Conservatório de Ghent, onde estudou com Édouard de Sommere e Martin-Joseph Mengal. Em seguida, foi nomeado organista da igreja jesuíta daquela cidade.
Logo as composições de Gevaert atraíram a atenção, e ele ganhou o Prix de Roma belga, que lhe deu direito a dois anos de viagem. A viagem foi adiada durante a produção de sua primeira ópera e outras obras mas, finalmente, embarcou em 1849. Após uma curta estadia em Paris, ele foi para a Espanha, e posteriormente para a Itália.
Em 1867 Gevaert, tendo retornado a Paris, tornou-se "Chef de Chant" na Academie de Musique, em sucessão ao popular compositor operístico Jacques Fromental Halévy. Quatro anos depois, foi nomeado chefe do Conservatório de Bruxelas. Nesse papel, ele "exerceu uma influência de longo alcance através de seus concertos históricos, produzindo obras de todas as nações e épocas." 
Embora durante sua vida a própria música de Gevaert tenha tido um sucesso considerável na Bélgica (incluía nada menos que uma dúzia de óperas, duas das quais eram Quentin Durward e Le Capitaine Henriot), agora esquecida, exceto por algumas de suas peças corais, que recentemente foram lançadas em CD pelo selo Fuga Libera. Hoje em dia é mais lembrado, mesmo em sua terra natal, menos como compositor do que como professor, historiador e conferencista. Seus muitos escritos em prosa incluem um Tratado sobre Instrumentação (ainda às vezes usado hoje), um livro sobre harmonia e um Vade Mecum para organistas. Estudantes notáveis de Gevaert incluíram Alfred Wotquenne, que é mais conhecido por ter fornecido a primeira lista completa das composições de Bach.